# Estatua de Abraham Lincoln (Ayuntamiento del Distrito de Columbia)
Abraham Lincoln es una escultura de mármol del presidente estadounidense Abraham Lincoln elaborada por artista irlandés Lot Flannery que está ubicada frente al antiguo Ayuntamiento del Distrito de Columbia en Washington D. C. (Estados Unidos). Es el monumento conmemorativo del presidente más antiguo del país y se instaló a varias cuadras del Teatro Ford, escenario del asesinato de Abraham Lincoln. Flannery estuvo en el lugar la noche de los hechos.
Dedicada en 1868 en el tercer aniversario de la muerte de Lincoln, los dignatarios en la ceremonia de inauguración incluyeron al presidente Andrew Johnson y los generales Ulysses S. Grant, William Tecumseh Sherman y Winfield Scott Hancock. La estatua ha sido removida y dedicada dos veces. La primera rededicación fue en 1923, tras una gran cantidad de apoyo de los ciudadanos y un grupo de veteranos para restaurarla. La segunda tuvo lugar en 2009 después de una remodelación de tres años del antiguo Ayuntamiento. Antes estaba sobre una columna, pero ahora descansa sobre una base octogonal.

## Historia
Al presidente republicano Abraham Lincoln lo asesinaron el 14 de abril de 1865 en Washington D. C. Debido a su ubicación geográfica, a veces se sospechaba que la ciudad simpatizaba con la Confederación durante la Guerra de Secesión. Dado que Lincoln fue asesinado allí, a algunos de los residentes les preocupaba que los líderes republicanos del Congreso buscaran venganza en la ciudad. Trece días después de la muerte de Lincoln, en un intento por mostrar lealtad, los líderes empresariales y de la ciudad decidieron erigir un monumento en honor al presidente asesinado. Fue el primer monumento en su memoria encargado tras su muerte, pero no el primero que se construyó. En 1866, se erigió en San Francisco una estatua de yeso (luego reemplazada por una de metal) de Lincoln, que destruyó la tormenta de fuego que siguió al terremoto de 1906.
El costo total del monumento fue de 25 000 dólares. Los habitantes de Washington fueron responsables de la mayoría de las donaciones con los fondos restantes recaudados por la Asociación del Monumento a Lincoln. La donación más grande provino de John T. Ford, el gerente del Teatro Ford en el momento del asesinato de Lincoln. Realizó una función benéfica en su teatro en Baltimore, recaudando 1800 dólares. Aunque se presentaron varios diseños, el comité de planificación del monumento eligió por unanimidad el modelo de Lot Flannery, un artista local irlandés-estadounidense, calificándolo como el "más enérgico" y "una excelente semejanza". Flannery había conocido a Lincoln y estaba en el Teatro Ford la noche del asesinato. Su estatua es la única estatua de Lincoln creada por alguien que lo conoció. Además de la escultura de Lincoln, las obras notables de Flannery incluyen el Monumento al Arsenal en el Cementerio del Congreso y una escultura del presidente Chester Arthur en exhibición en el Museo Smithsonian de Arte Americano. Frank G. Pierson fue elegido para ser el arquitecto del monumento.

### Eliminación y redesdicaciones
En la tarde del 14 de abril de 1868, la estatua de Lincoln fue trasladada del estudio de Flannery al Ayuntamiento. La policía protegió la estatua cubierta para que nadie pudiera verla antes de la ceremonia de dedicación al día siguiente. El 15 de abril, todas las oficinas de la ciudad se cerraron al mediodía y todas las banderas ondearon a media asta. Aproximadamente 20 000 personas, alrededor del 20% de la población de Washington, asistieron a la dedicación. Entre los dignatarios de la inauguración se encontraban el presidente Andrew Johnson, el general Ulysses S. Grant, el general William Tecumseh Sherman y el general Winfield Scott Hancock. Los jueces de la Corte Suprema y los miembros del Congreso no asistieron porque se estaba llevando a cabo el juicio político de Johnson. Una ceremonia masónica, junto con música y oraciones, tuvo lugar en la dedicación antes del discurso principal del mayor general Benjamin Brown French. Después del discurso, el alcalde de Washington, Richard Wallach, presentó a Johnson, quien descubrió la estatua. La multitud vitoreó, seguida de más música y finalmente una bendición.

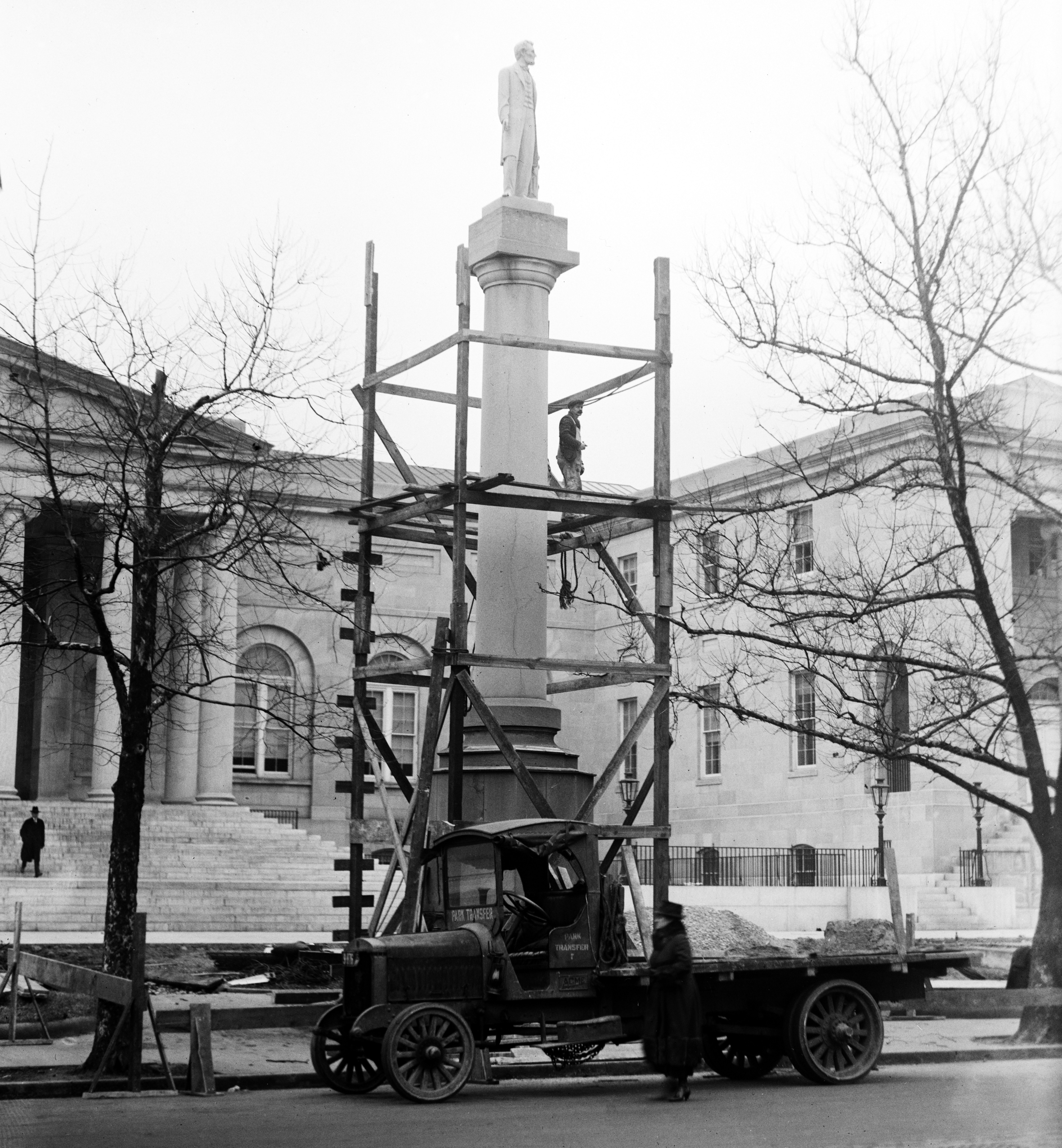
El monumento siendo desmantelado en 1919.

En 1919, el monumento fue desmantelado y almacenado durante las renovaciones del Ayuntamiento. Algunos de los residentes y funcionarios de la ciudad no querían que se reinstalara el monumento cuando se completaron las renovaciones, ya que el Monumento a Lincoln, mucho más grande y grandioso, ya estaba en construcción. Otros pensaron que el alto pedestal no era seguro. Cuando el público se enteró de los planes para dejar el monumento almacenado, muchos se molestaron y grupos como el Gran Ejército de la República exigieron que se reinstalara la estatua. El presidente Warren G. Harding incluso presionó al Congreso en nombre de los ciudadanos enojados. Los funcionarios del gobierno reconocieron, pero en ese momento, la estatua ya no estaba. Más tarde se encontró en cajas detrás de la Oficina de Grabado e Impresión y se limpió. El 21 de junio de 1922, una Ley del Congreso autorizó la nueva dedicación, que tuvo lugar el 15 de abril de 1923, 55 años después de la dedicación inicial. Cuando se reemplazó la estatua, se colocó sobre una nueva base más corta en lugar de la columna original. Una consecuencia inesperada de esto fue que los vándalos tenían fácil acceso a la estatua. Los dedos de Lincoln se rompieron varias veces y su mano derecha tuvo que ser reemplazada.
En 2006, el monumento se trasladó cuando se llevaron a cabo renovaciones una vez más en el antiguo Ayuntamiento, que ahora alberga la Corte de Apelaciones del Distrito de Columbia. La estatua fue restaurada y limpiada antes de ser devuelta cuando se completaron las renovaciones en 2009. El 15 de abril de 2009, 144 años después de la dedicación original, el monumento se volvió a dedicar por segunda vez. La estatua es el monumento a Lincoln más antiguo del país. Es una de las seis estatuas en lugares públicos de Washington D. C. en honor al presidente asesinado.

## Diseño y ubicación

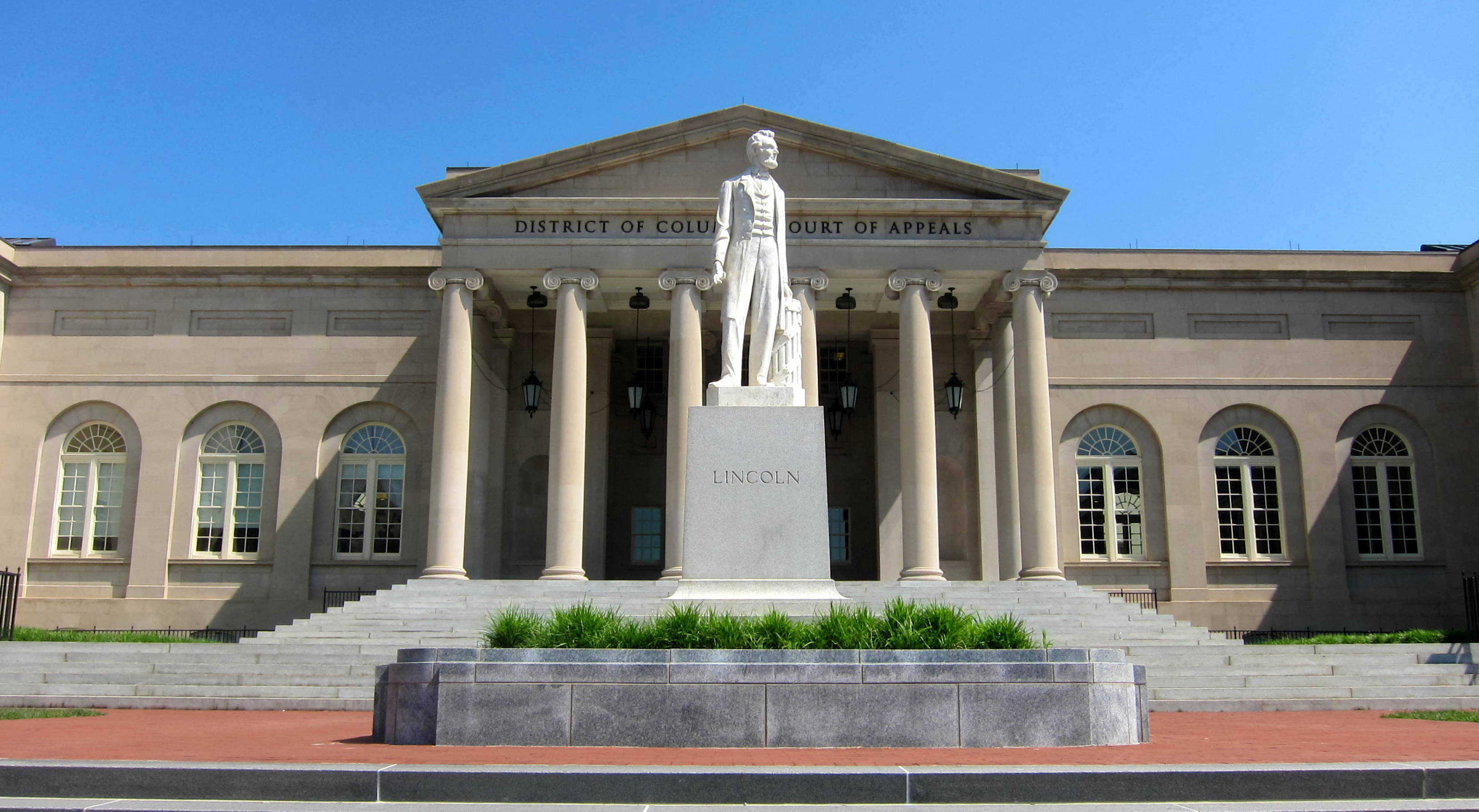
La estatua y el Ayuntamiento del Distrito de Columbia

La estatua de mármol está ubicada en Indiana Avenue NW, frente al antiguo Ayuntamiento del Distrito de Columbia en el vecindario de Judiciary Square. Mide 2,2 m de alto 0,9 m de ancho mientras que la base de granito mide 2 m de altura y 2,1 m ancho. La estatua representa a Abraham Lincoln de pie, vestido con un abrigo largo con corbata de moño y chaleco. Su mano izquierda descansa sobre un fasces mientras que su brazo derecho está a su lado. La mano derecha parcialmente abierta apunta al suelo mientras mira a su izquierda. La mano derecha fue reemplazada en algún momento y la nueva se considera demasiado grande para escalar. Una espada o pergamino que antes colgaba de su lado derecho ahora falta. La base de dos niveles consiste en un rectángulo en la parte superior de una base cuadrada inferior.
La estatua originalmente se encontraba sobre una columna de mármol de 5,5 m de altura sobre una base octogonal de 1,8 m de altura. Un reportero le preguntó a Lot Flannery por qué la estatua estaba colocada en un pedestal tan alto. Él respondió: "Viví los días y las noches de tristeza después del asesinato. Como para todos los demás, era un lamento personal. Y cuando me tocó tallar y erigir esta estatua, resolví y la coloqué tan alto que la mano de un asesino nunca más podría derribarla".
Las inscripciones en el monumento incluyen lo siguiente:
- Lot Flannery, escultor (parte trasera de la escultura)
- LINCOLN (frente a la base)
- ABRAHAM LINCOLN / 1809–1865 / ESTA BASTILLA FUE ERECIDA / POR LOS CIUDADANOS DEL / DISTRITO DE COLVMBIA / 15 DE ABRIL DE 1868 / REPRESENTADA EL 15 DE ABRIL DE 1923 / VNDER ACTA DEL CONGRESO / DE JVNE 21 DE 1922 (parte trasera de la base)
- Frank G. Pierson, arquitecto (parte trasera de la base, sección más baja)